# Storvattnet (Frostvikens socken, Jämtland, 714715-143193)
Storvattnet är en sjö i Strömsunds kommun i Jämtland och ingår i Ångermanälvens huvudavrinningsområde. Sjön har en area på 2,69 kvadratkilometer och ligger 338 meter över havet. Sjön avvattnas av vattendraget Storvattenån.

## Delavrinningsområde
Storvattnet ingår i det delavrinningsområde (714963-143334) som SMHI kallar för Utloppet av Storvattnet. Medelhöjden är 410 meter över havet och ytan är 12,09 kvadratkilometer. Räknas de 3 avrinningsområdena uppströms in blir den ackumulerade arean 22,26 kvadratkilometer. Storvattenån som avvattnar avrinningsområdet har biflödesordning 3, vilket innebär att vattnet flödar genom totalt 3 vattendrag innan det når havet efter 292 kilometer. Avrinningsområdet består mestadels av skog (68 procent). Avrinningsområdet har 2,69 kvadratkilometer vattenytor vilket ger det en sjöprocent på 22,2 procent.